# Pristimantis turik
Pristimantis turik là một loài động vật lưỡng cư trong họ Strabomantidae, thuộc bộ Anura. Loài này được Barrio-Amorós, Rojas-Runjaic, & Infante-Rivero mô tả khoa học đầu tiên năm 2008.